# Вест Милтон (Охајо)
Вест Милтон (енгл. West Milton) град је у америчкој савезној држави Охајо.

## Демографија
По попису из 2010. године број становника је 4.630, што је 15 (-0,3%) становника мање него 2000. године.
| Група             | 2000.         | 2010.         |
| Белци             | 4.554 (98,0%) | 4.493 (97,0%) |
| Афроамериканци    | 13 (0,3%)     | 23 (0,5%)     |
| Азијати           | 12 (0,3%)     | 13 (0,3%)     |
| Хиспаноамериканци | 30 (0,6%)     | 37 (0,8%)     |
| Укупно            | 4.645         | 4.630         |